# Urobotrya floresensis
Urobotrya floresensis là một loài thực vật có hoa trong họ Opiliaceae. Loài này được Hiepko miêu tả khoa học đầu tiên năm 1979.